# Za Barje
Za Barje (ali Škoj od Barja) je nenaseljen otok v Jadranskem morju in del otočja Lastovci, vzhodno od Lastova. Od obale Lastova je oddaljen le 100 metrov. Pripada Hrvaški.